# Cát Tiên (xã)
Cát Tiên là một thị trấn thuộc huyện Đạ Huoai, tỉnh Lâm Đồng, Việt Nam.

## Địa lý
Thị trấn Cát Tiên có vị trí địa lý:
- Phía đông giáp xã Nam Ninh và xã Quảng Ngãi
- Phía tây giáp xã Đức Phổ
- Phía nam giáp xã Quảng Ngãi và tỉnh Đồng Nai
- Phía bắc giáp xã Gia Viễn.

Thị trấn Cát Tiên có diện tích 20,41 km², dân số năm 2022 là 12.163 người, mật độ dân số đạt 595 người/km².

## Hành chính
Thị trấn Cát Tiên được chia thành 12 tổ dân phố: 1, 2, 3, 4, 5, 6, 8, 10, 12, 13, 14, 15 và bản Buôn Go.

## Lịch sử
Sau năm 1975, địa bàn thị trấn Cát Tiên ngày nay thuộc xã Đồng Nai, huyện Phước Long, tỉnh Sông Bé.
Ngày 29 tháng 12 năm 1981, Quốc hội ban hành Nghị quyết về việc sáp nhập xã Đồng Nai thuộc huyện Phước Long, tỉnh Sông Bé vào huyện Đạ Huoai, tỉnh Lâm Đồng quản lý.
Ngày 6 tháng 3 năm 1984, Hội đồng Bộ trưởng ban hành Quyết định số 38-HĐBT về việc chia xã Đồng Nai thành 4 xã: Đồng Nai, Quảng Ngãi, Phù Mỹ, Phước Cát.
Ngày 6 tháng 6 năm 1986, Hội đồng Bộ trưởng ban hành Quyết định số 67-HĐBT về việc:
- Giải thể xã Đồng Nai để thành lập thị trấn Đồng Nai và 4 xã: Đức Phổ, Gia Viễn, Nam Ninh, Tiên Hoàng.
- Chia xã Phù Mỹ thành xã Phù Mỹ và xã Mỹ Lâm.

Ngày 6 tháng 6 năm 1986, Hội đồng Bộ trưởng ban hành Quyết định số 68-HĐBT về việc chuyển thị trấn Đồng Nai và xã Phù Mỹ thuộc huyện Đạ Huoai về huyện Cát Tiên mới thành lập quản lý. Huyện lỵ huyện Cát Tiên đặt tại thị trấn Đồng Nai.
Ngày 29 tháng 12 năm 2013, Chính phủ ban hành Nghị quyết số 134/NQ-CP về việc thành lập thị trấn Cát Tiên trên cơ sở nhập toàn bộ diện tích và dân số của thị trấn Đồng Nai và xã Phú Mỹ.
Sau khi thành lập, thị trấn Cát Tiên có 2.025,81 ha diện tích tự nhiên và dân số là 11.319 người.
Ngày 31 tháng 7 năm 2017, UBND tỉnh Lâm Đồng ban hành Quyết định số 1606/QĐ-UBND về việc công nhận thị trấn Cát Tiên là đô thị loại V.
Ngày 21 tháng 1 năm 2020, HĐND tỉnh Lâm Đồng ban hành Nghị quyết số 166/NQ-HĐND về việc:
- Sáp nhập một phần tổ dân phố 9 và tổ dân phố 7 vào tổ dân phố 8.
- Sáp nhập phần còn lại của tổ dân phố 9 và tổ dân phố 11 vào tổ dân phố 3.

Ngày 24 tháng 10 năm 2024, Ủy ban Thường vụ Quốc hội ban hành Nghị quyết số 1245/NQ-UBTVQH15 về việc sắp xếp đơn vị hành chính cấp huyện, cấp xã của tỉnh Lâm Đồng giai đoạn 2023 – 2025 (nghị quyết có hiệu lực từ ngày 1 tháng 12 năm 2024). Theo đó, sáp nhập thị trấn Cát Tiên thuộc huyện Cát Tiên vào huyện Đa Huoai.